# Ialyssos
Ialysos of Trianta (Grieks: Ιαλυσός of Τριάντα) is een deelgemeente (dimotiki enotita) van de fusiegemeente (dimos) Rhodos, in de Griekse bestuurlijke regio (periferia) Zuid-Egeïsche Eilanden.
De deelgemeente bestaat uit de dorpen Ixia en Trianta (andere naam voor Ialyssos) en ligt zes kilometer ten zuidwesten van Rhodos-stad, aan de westkust van het eiland. Het is een bekende badplaats.